# Пинчето (Ђенова)
Пинчето је насеље у Италији у округу Ђенова, региону Лигурија.
Према процени из 2011. у насељу је живело 10 становника. Насеље се налази на надморској висини од 531 м.